# Liste der Baudenkmale in Rosche
In der Liste der Baudenkmale in Rosche sind alle Baudenkmale der niedersächsischen Gemeinde Rosche aufgelistet.  Die Quelle der IDs und der Beschreibungen ist der Denkmalatlas Niedersachsen.  Der Stand der Liste ist der 13. November 2021.

## Allgemein
In den Spalten befinden sich folgende Informationen:
- Lage: die Adresse des Baudenkmales und die geographischen Koordinaten. Kartenansicht, um Koordinaten zu setzen. In der Kartenansicht sind Baudenkmale ohne Koordinaten mit einem roten Marker dargestellt und können in der Karte gesetzt werden. Baudenkmale ohne Bild sind mit einem blauen Marker gekennzeichnet, Baudenkmale mit Bild mit einem grünen Marker.
- Bezeichnung: Bezeichnung des Baudenkmales
- Beschreibung: die Beschreibung des Baudenkmales. Unter § 3 Abs. 2 NDSchG werden Einzeldenkmale und unter § 3 Abs. 3 NDSchG Gruppen baulicher Anlagen und deren Bestandteile ausgewiesen.
- ID: die Objekt-ID des Baudenkmales
- Bild: ein Bild des Baudenkmales, ggf. zusätzlich mit einem Link zu weiteren Fotos des Baudenkmals im Medienarchiv Wikimedia Commons. Wenn man auf das Kamerasymbol klickt, können Fotos zu Baudenkmalen aus dieser Liste hochgeladen werden:

## Rosche

### Gruppe baulicher Anlagen in Rosche
| Lage                                               | Bezeichnung                                        | Beschreibung | ID       | Bild |
| -------------------------------------------------- | -------------------------------------------------- | --- | -------- | ---- |
| Bodenteicher Straße 1 52° 59′ 12″ N, 10° 44′ 57″ O | Friedhof mit Mauer, ehemaliges Leichenhaus, Alleen | Der Friedhof von Rosche wurde 1833 angelegt. Er ist umgeben von einer Feldsteinmauer, in der sich an der Ostseite das 1836 errichtete ehemalige Leichenhaus aus Fachwerk befindet. | 31095715 | BW   |

### Einzeldenkmale in Rosche
| Lage                                             | Bezeichnung       | Beschreibung | ID       | Bild           |
| ------------------------------------------------ | ----------------- | --- | -------- | -------------- |
| An der Kirche 2a 52° 59′ 9″ N, 10° 45′ 11″ O     | Kirche            | Rechtecksaal aus Backsteinsichtmauerwerk mit eingezogenem Polygonalchor und Westturm. Satteldach in Schieferschindeldeckung. Spitzbogenfenster mit gusseisernem Maßwerk. Nordportalvorbau mit Wimperg, Fialen und Krabben. Erste neogotische Kirche im Landkreis. Entworfen von Regierungsbaurat Wagener 1860, erbaut bis 1862. Bauzeitliche Innenausstattung mit großer Emporenanlage erhalten. | 31095757 | Weitere Bilder |
| An der Kirche 2a 52° 59′ 9″ N, 10° 45′ 11″ O     | Kirchhof          | Die St. Johanniskirche ist vom begrünten Kirchhof umgeben. | 31095900 | BW             |
| An der Kirche 2a 52° 59′ 10″ N, 10° 45′ 12″ O    | Gefallenendenkmal | Abgestufter quadratischer Pfeiler mit bekrönendem Kreuz. Inschrift für die Gefallenen des Ersten Weltkriegs. Errichtet um 1920. | 31095776 | BW             |
| Bodenteicher Straße 3 52° 59′ 9″ N, 10° 45′ 7″ O | Wohnhaus          | Zweigeschossiger Backsteinbau mit einer durch Seitenrisalite gegliederten achtachsigen Fassade, Walmdach in Ziegelpfannendeckung. Erbaut 1903 (i). | 31095794 | BW             |

## Göddenstedt

### Gruppe baulicher Anlagen in Göddenstedt
| Lage                              | Bezeichnung     | Beschreibung | ID       | Bild |
| --------------------------------- | --------------- | --- | -------- | ---- |
| Nr. 1 52° 58′ 1″ N, 10° 48′ 11″ O | Gut Göddenstedt | Der Gutshof Göddenstedt ist eine Anlage aus Allee, Wassergraben und Baubestand, hier im Besonderen einer Scheune des 18. Jahrhunderts. | 49671134 | BW   |

### Einzeldenkmale in Göddenstedt
| Lage                                       | Bezeichnung | Beschreibung | ID       | Bild |
| ------------------------------------------ | ----------- | --- | -------- | ---- |
| Göddenstedt 1 52° 57′ 59″ N, 10° 48′ 13″ O | Scheune     | Fachwerkgebäude unter hohlpfannengedecktem Satteldach, einseitig Krüppelwalm. Errichtet 1721 (i).                                       | 31095521 | BW   |
| Göddenstedt 1 52° 58′ 0″ N, 10° 48′ 11″ O  | Graben      | Der Graben liegt nördlich des Gutshofes und grenzt den Vorplatz desselben zur Allee hin ab. Eingefasst ist das Gewässer von einem Wall. | 31095986 | BW   |
| Göddenstedt 1 52° 58′ 3″ N, 10° 48′ 13″ O  | Allee       | Eine Lindenallee führt von der Straße vor dem Allerbruch nach Süden auf das Gutsgelände.                                                | 31095503 | BW   |

## Nateln

### Einzeldenkmale in Nateln
| Lage                                         | Bezeichnung              | Beschreibung | ID       | Bild           |
| -------------------------------------------- | ------------------------ | --- | -------- | -------------- |
| Natenestraße 21 52° 58′ 16″ N, 10° 45′ 50″ O | Schafstall               | Fachwerkbau mit Backsteinausfachung unter Halbwalmdach. Außermittige Längsdurchfahrt. Errichtet als Schafstall der Hofstelle Nateln Nr. 2 in der Mitte des 18. Jahrhunderts. | 31095568 | BW             |
| Natenestraße 18 52° 58′ 16″ N, 10° 45′ 40″ O | Wohnhaus                 | Eineinhalbgeschossiger Putzbau mit Zierfachwerk im Obergeschoss unter Satteldach in Ziegelpfannendeckung. Breiter Mittelrisalit mit polygonaler Utlucht. Fenster in Jugendstilformen. Erbaut 1906 (i). Ehemalige Hofstelle Nr. 6. | 31095586 | BW             |
| Molbather Weg 1 52° 58′ 21″ N, 10° 45′ 32″ O | Wohnhaus mit Einfriedung | Zweigeschossiger neobarocker Putzbau unter Walmdach in Ziegelpfannendeckung. Erbaut 1926 (i). Es handelt sich um die ehemalige Hofstelle Nr. 9. Diese ist eingefriedet mit einem zeitgenössischen Zaun, der durch Sandsteinpfeiler gegliedert ist.                                                                                               | 31095621 | BW             |
| Natenestraße 16 52° 58′ 17″ N, 10° 45′ 40″ O | Wohnhaus mit Einfriedung | Zweigeschossiger Backsteinbau unter Krüppelwalmdach in Falzpfannendeckung. Dreigeschossiger Mittelrisalit unter Krüppelwalmdach. Erbaut 1906 (i). Es handelt sich um die ehemalige Hofstelle Nr. 11; diese ist über die gesamte Länge der Natenestraße mit einer Mauer, im Bereich des Wohnhauses mit einem aufgesetzten Eisenzaun eingefriedet. | 31095640 | BW             |
| Kirchweg 7 52° 58′ 15″ N, 10° 45′ 49″ O      | Kapelle mit Mauer        | St.-Jakobi-Kirche Nateln. Saalbau in Backsteinsichtmauerwerk unter Satteldach in Ziegelpfannendeckung. Westturm auf quadratischem Grundriss unter Turmhelm in Schieferdeckung. Errichtet Ende des 19. Jahrhunderts. Der Kirchhof wird nach Süden mit einer zeitgenössischen Backsteinmauer eingefriedet.                                         | 31095659 | Weitere Bilder |

## Polau

### Einzeldenkmale in Polau
| Lage                                  | Bezeichnung                | Beschreibung | ID       | Bild |
| ------------------------------------- | -------------------------- | --- | -------- | ---- |
| Ortsmitte 53° 0′ 16″ N, 10° 50′ 17″ O | Kapelle mit Friedhofsmauer | Kleiner neugotischer Bau. Sie wurde 1896 errichtet, nachdem die in Fachwerkbauweise errichtete Vorgängerkapelle abgerissen wurde. Rechteckiger Backsteinbau mit polygonaler Apsis und schlankem Dachreiter im Westen. Satteldach in Ziegelpfannen-, Dachreiter in Schieferdeckung. Anliegend befindet sich der von einer Mauer umschlossene Friedhof des Dorfes. | 31095678 |      |
| Ortsmitte 53° 0′ 16″ N, 10° 50′ 17″ O | Gefallenendenkmal          | Findlingsstele mit Inschrifttafel. | 31095697 |      |

## Teyendorf

### Gruppe baulicher Anlagen in Teyendorf
| Lage                               | Bezeichnung                           | Beschreibung | ID       | Bild |
| ---------------------------------- | ------------------------------------- | --- | -------- | ---- |
| Nr. 5 52° 58′ 38″ N, 10° 47′ 25″ O | Gutsanlage mit Teich und Erbbegräbnis | Die Gutsanlage Teyendorf besteht aus dem Herrenhaus von 1840, dem Verwalterhaus von 1860, dem im Gutspark gelegenen Familienerbbegräbnis derer von Estorf und einem großen von alten Bäumen umstandenen Teich östlich des Herrenhauses. | 31080158 | BW   |

### Einzeldenkmale in Teyendorf
| Lage                                          | Bezeichnung  | Beschreibung | ID       | Bild |
| --------------------------------------------- | ------------ | --- | -------- | ---- |
| Alt Teyendorf 8 52° 58′ 38″ N, 10° 47′ 28″ O  | Herrenhaus   | Zweigeschossiger verputzter Massivbau unter Walmdach in Ziegelpfannendeckung. Streng gegliederte symmetrische Fassaden, Eingang an der westlichen Hofseite. Erbaut 1840. | 31095862 | BW   |
| Alt Teyendorf 8 52° 58′ 40″ N, 10° 47′ 36″ O  | Erbbegräbnis | Das Erbbegräbnis derer von Estorf liegt östlich des Teiches im Gutspark. Es besteht aus einem Findling mit der Inschrift: "Manegold v. Estorff / *11.1.1864 +3.11.1913 / [...] v. Estorff / *27.1.1867 +15.5.1928" sowie verschiedenen Grabsteinen und einem kleinen Soldatenfriedhof. | 31096125 | BW   |
| Alt Teyendorf 8 52° 58′ 38″ N, 10° 47′ 32″ O  | Teich        | Der Teich befindet sich westlich des Herrenhauses. | 31096207 | BW   |
| Alt Teyendorf 10 52° 58′ 36″ N, 10° 47′ 27″ O | Wohnhaus     | Eingeschossiger Massivbau in Backsteinsichtmauerwerk unter Satteldach in Ziegelpfannendeckung. Hofseitiger Mittelrisalit mit Eingang unter Zwerchhaus. Erbaut 1860. | 31096159 | BW   |

## Ehemalige Baudenkmale
| Lage                                             | Bezeichnung                                | Beschreibung         | ID | Bild |
| ------------------------------------------------ | ------------------------------------------ | -------------------- | -- | ---- |
| Lutherstraße 6 52° 59′ 7″ N, 10° 44′ 57″ O       | Wohnhaus                                   |                      |    | BW   |
| Uelzener Straße 1 52° 59′ 11″ N, 10° 45′ 5″ O    | Gasthaus                                   |                      |    | BW   |
| Borg Nr. 1 53° 0′ 38″ N, 10° 44′ 50″ O           | Hofanlage mit Zufahrtsallee und Baumgruppe |                      |    | BW   |
| Göddenstedter Mühle 52° 57′ 34″ N, 10° 47′ 27″ O | Windmühle                                  |                      |    | BW   |
| Natenestraße 13 52° 58′ 19″ N, 10° 45′ 39″ O     | Wohnhaus                                   | ehemals Nateln Nr. 8 |    | BW   |